# Sorbus remensis
Sorbus remensis är en rosväxtart som beskrevs av Cornier. Sorbus remensis ingår i släktet oxlar, och familjen rosväxter. Inga underarter finns listade i Catalogue of Life.